# Торгованов, Дмитрий Николаевич
Дми́трий Никола́евич Торгова́нов (род. 5 января 1972 года, Ленинград) — российский гандболист и гандбольный тренер. Олимпийский чемпион 2000 года, двукратный чемпион мира, чемпион Европы. Заслуженный мастер спорта России (2000). С 2009 года является главным тренером гандбольного клуба «Зенит» (Санкт-Петербург). В 2015—2017 годах был главным тренером мужской сборной России по гандболу.

## Биография
Воспитанник В. Е. Шлюса. Окончил тренерский факультет Санкт-Петербургской государственной академии физической культуры им. П. Ф. Лесгафта. Выступал за клубы «Нева» (Санкт-Петербург), Wallau-Massenheim, Sport Solingen, Tusen Essen, Rein-Neckar Lowen, HSV Hamburg (все — Германия).
В сборной России с 1992 года. Становился олимпийским чемпионом, дважды чемпионом мира и один раз чемпионом Европы. Входил в символические сборные команды мира 1993 и Европы 1994. Признавался лучшим линейным ряда крупных турниров.

## Достижения
Как игрок
- Олимпийский чемпион: 2000
- Бронзовый призёр Олимпийских игр: 2004
- Чемпион мира: 1993, 1997
- Серебряный призёр Чемпионата мира: 1999
- Чемпион Европы: 1996
- Серебряный призёр Чемпионата Европы: 1994, 2000
- Чемпион России: 1993
- Обладатель Кубка ЕГФ: 2005

Как тренер
- Чемпион России: 2025
- Победитель SEHA League: 2025